# Ophélie Fontana
Pour les articles homonymes, voir Fontana.
Ophélie Fontana, née le 15 juillet 1979, est une journaliste et présentatrice de télévision belge francophone (RTBF).

## Biographie
Ophélie Fontana a fait ses études[Lesquelles ?] à l'Université libre de Bruxelles, d'où elle est sortie en 2001.

### Carrière à la RTBF
Elle a couvert le Tour de France 2006 pour la RTBF. Elle a présenté  Le 6 minutes, flash d'information diffusé vers 18 h 30 sur la Une et Le 12 minutes, un journal complet sur l'actualité belge, européenne et internationale, diffusé vers 22 h 30.
Du 21 mars 2011 au  13 août 2017, elle présente, avec Jonathan Bradfer, le 15 minutes, journal à 19 heures sur la deux. En plusieurs années de JT, elle commet quelques lapsus qui ont fait sourire (en particulier la "fracture du col de l'utérus" du roi Albert II), sans entacher sa réputation et ses qualités professionnelles.
Depuis le 2 septembre 2019, elle est désignée titulaire du Journal télévisé de 13h sur la RTBF en semaine.

### Engagement
Du 17 décembre 2016 jusqu'au 23 décembre 2016, elle s'enferme dans un studio de verre pour la cinquième édition de l'opération Viva for life pour défendre la cause des enfants vivant sous le seuil de pauvreté. Elle réédite sa participation à l'opération caritative en 2017, 2018, 2019, 2020, 2021 et 2022.
En 2021, elle participe à la chanson "Mon Pays" aux côtés de Frédéric François et Elio Di Rupo, rendant hommage à l'immigration italienne en Belgique.

## Vie privée
Elle a une fille née en 2006.
En avril 2012, elle officialise dans Paris Match sa relation avec le journaliste Vincent Langendries, qu'elle épouse le 2 septembre 2016.